# International Classification for Standards
L'International Classification for Standards (acronimo: ICS; in lingua italiana: Classificazione internazionale delle norme) è un sistema di classificazione per le norme tecniche elaborato dall'ISO allo scopo di fornire un criterio univoco e razionale alla struttura dei cataloghi e dei repertori delle norme tecniche.
Ad esempio, nel sito dell'UNI (organizzazione di standardizzazione nazionale che rappresenta l'ISO in Italia) è possibile consultare la versione elettronica dell'insieme di norme UNI effettuando la ricerca anche sulla base del codice ICS, rendendo possibile in tal modo l'aggiornamento delle norme a seconda del campo di applicazione.

## Classificazione
La Classificazione internazionale delle norme è articolata gerarchicamente in tre livelli, per cui il codice risultante è rappresentato da tre numeri, corrispondenti ai tre livelli, separati tra di loro da un punto.
- Primo Livello: è costituito da due cifre; definisce i settori fondamentali di applicazione delle norme (circa 50 settori, non definiti tuttavia secondo un criterio omogeneo). Esempi:

01 Generale. Terminologia. Standardizzazione. Documentazione
03 Sociologia. Servizi. Formazione e Gestione d'impresa. Amministrazione. Trasporto
07 Matematica. Naturali Scienze
11 Tecnologia sanitaria
13 Ambiente. Salute. Sicurezza
- Secondo Livello: è costituito da 3 cifre; corrisponde ai "gruppi" (circa 400 gruppi)
- Terzo Livello: è costituito da due cifre; corrisponde ai "sottogruppi"